# بت ال
بِت ال یا بیت ال (به عبری: בית אל) یکی از شهرک‌های یهودی‌نشین مستقر در قسمت شمالی شهر اورشلیم در کشور اسرائیل است. شهرک بت ال در استان یهودا و شومرون واقع شده است. بت ال در حدود ۵٬۰۰۰ نفر جمعیت دارد.